# Płyta centralna
Płyta centralna – duża struktura geologiczna płyty północnoamerykańskiej i kontynentu północnoamerykańskiego. Otacza tarczę kanadyjską od zachodu i południa. Od zachodu płyta centralna graniczy z Kordylierami, od południa z pasmem Ouachita-Marathon, od południowego wschodu z Appalachami.
Na obszarze płyty centralnej skały trzech głównych prowincji prekambryjskich: kenorańskiej, hudsońskiej i grenwilskiej są przykryte młodszymi skałami osadowymi.
Skały osadowe pokrywające płytę centralną są różnego wieku – od kambru po trzeciorzęd. Ich miąższość osiąga w centralnej części płyty ponad 4000 m, natomiast przy brzegach rośnie do 7000 m. Tak duże zróżnicowanie grubości pokrywy platformowej jest spowodowane różnym natężeniem ruchów epejrogenicznych.
Na obszarze płyty centralnej można wyróżnić cały szereg wyniesień i obniżeń, które powstały od kambru do permu. Są to, powstałe w starszym paleozoiku: wał transkontynentalny, wyniesienie Wisconsin, obniżenie Michigan, obniżenie Illinois i obniżenie pensylwańskie oraz powstałe w młodszym paleozoiku: obniżenie  Forest City, wyniesienie Ozark, zrąb Amarillo-Wichita i obniżenie zachodnioteksaskie.